# 書画台
書画台（しょがだい）とは、画像読み取り用のカメラを備えた台。台の上に各種の書類を置き、それをカメラで撮影してその画像を遠隔地へ送信したり、画像データとして保存するものである。

## 設置場所例
- 消費者金融、金融機関などの無人契約機

身分証明書をカメラで撮影し遠隔地のオペレータに送信する。本来なら有人窓口で行う業務を無人窓口でもできるようにした。
- 駅の遠隔監視による無人窓口

学生割引など、係員に証明書を提示する必要がある場合、本来は有人窓口へ行かねばならない。それを無人窓口でできるよう、書画台を設置している。証明書を書画台に置き、カメラで撮影して遠隔地のオペレータに送る。もしもし券売機Kaeruくんのように券売機と一体になっていることもあるし、書画台単体が独立していることもある。